# Tavignano
Tavignano é um rio localizado na ilha de Córsega, França.